# Bolleville
Bolleville é uma comuna francesa na região administrativa da Normandia, no departamento de Sena Marítimo. Estende-se por uma área de 9,69 km². Em 2010 a comuna tinha 581 habitantes (densidade: 60 hab./km²).